# Canon EOS-1D C
Canon EOS-1D C là máy ảnh DSLR chuyên nghiệp do Canon sản xuất và công bố ngày 12-4-2012, được bán ra chính thức từ tháng 3 năm 2013 với giá khởi điểm 15.000 USD. Nó có hầu hết các đặc điểm giống với 1DX - máy ảnh DSLR dòng cao cấp nhất, nhưng 1D C cũng được xếp chung vào cùng các máy quay Cinema EOS. Lúc mới được công bố, máy có giá khởi điểm 15000 USD, tương đương 315 triệu VNĐ. 1D C là DSLR đầu tiên có khả năng quay video ở độ phân giải 4K. Tuy sử dụng cảm biến Full-frame nhưng cảm biến sẽ sử dụng phần cảm biến kích cỡ tương đương APS-H để quay 4K DCI (4096x2160 pixel) ở 24p và 25p mà không có "down-scaling" ở khổ Y'CbCr 4:2:2. Kích cỡ các điểm ảnh lên tới 6.95 μm và có thể quay 4K 8-bit 4.2.2, người dùng có thể trích xuất 1 khung hình ra làm ảnh JPEG. Đồng thời người dùng cũng có thể quay 4K 8-bit 4:2:0, sử dụng định dạng MPEG-4 AVC/H.264 IBP hoặc ALL-I. Video không nén ở độ phân giải full HD có thể xuất qua HDMI.
Tháng 11-2013, Canon công bố 1DC được sử dụng cho sản xuất các chương trình truyền hình bởi Liên hiệp Phát sóng châu Âu.

## Đặc điểm
1D C có nhiều điểm chung với 1D X, nó được thiết kế nhằm hướng tới các nhà quay phim chuyên nghiệp nhưng đồng thời cũng cần một máy ảnh tốt nên 1D C được thừa hưởng nhiều tính năng của các máy Cinema EOS.
Các đặc điểm bao gồm:
- Cảm biến full-frame CMOS 18 megapixel
- Khả năng quay video 4K 8-bit 4.2.2 và 8 bit 4.2.0, tích hợp chế độ Canon Log Gamma; 4K 30p, full HD 24/25/30/50/60p[3]
  - Khi quay video 1080p, người dùng có thể chọn quay ở chế độ full-frame để có được góc quay lớn nhất của ống kính, hoặc crop xuống định dạng phim “Super 35” (một định dạng phim tương tự chuẩn phim 35mm).
  - ISO cao nhất mà máy hỗ trợ khi quay video là 25600.
- Dải ISO 100-51200, mở rộng đến L: 50, H1: 102400, H2: 204800.
- Ống ngắm quang học có độ phóng đại 0,76, độ bao phủ 100%.
- Màn hình LCD 3,2 inch, 1.040.000 chấm.
- Chụp liên tiếp 12 hình/giây có lấy nét liên tục, 14 hình/giây nếu có khóa gương lật.
- Hệ thống lấy nét 61 điểm với 41 điểm dạng ngang dọc, điểm chính giữa nhạy tới -2 EV.
- Cảm biến đo sáng 100000 pixel RGB+IR
- 1D C có thể được điều khiển từ xa nếu được gắn bộ phát không dây WFT-E6A. WFT-E6A cũng có Bluetooth v2.1 +EDR, giúp người dùng có thể cài dữ liệu GPS vào các tập tin.

## Phụ kiện
Theo trang web chính thức của Canon thì trong hộp đựng EOS-1D C bao gồm:
- Thân máy EOS-1D C
- Eyecup E.g.
- Pin LP-E4N
- Sạc pin LC-E4N Battery Charger
- Cáp Protector và Clamp
- Cáp Stereo AV (AVC-DC400ST)
- Cáp USB Interface (model IFC-200U)
- Dây đeo bản rộng L7[4]

## Lỗi
Canon thừa nhận xuất hiện một số lỗi trong máy về cơ cấu truyền động như hệ thống lấy nét tự động hoạt động nhưng không khóa nét vào vật thể, hình ảnh trên ống ngắm bị mờ. Tất cả các thân máy có lỗi đều được Canon thu hồi.